# Marktplatz (Neustadt an der Weinstraße)
Der Marktplatz ist ein Platz in Neustadt an der Weinstraße. Er ist Teil der Denkmalzone Altstadt.

## Lage
Der Marktplatz liegt in der Altstadt von Neustadt an der Weinstraße und ist der zentrale Platz der Stadt. Auf ihm befindet sich unter anderem das Rathaus. In der näheren Umgebung befinden sich außerdem das Casimirianum und der Klemmhof.

## Geschichte
Der Marktplatz existiert bereits seit dem Mittelalter. Das Orchester und der Schulchor des Kurfürst-Ruprecht-Gymnasium Neustadt traten in der Vergangenheit mehrfach auf dem Platz auf. Im Lauf der 2000er Jahre wurden vor dem Haus mit der Adresse Marktplatz 8 zwei Stolpersteine verlegt, die den während des Dritten Reichs deportierten Bewohnern Adele und Daniel Morgenthau gewidmet sind. Der Platz war außerdem Drehort für die in den Jahren 2018 und 2019 laufende Fernsehserie Weingut Wader.

## Bauwerke und Institutionen
- An der Nordseite liegt die Stiftskirche.
- Die Weinbruderschaft der Pfalz hat ihren Sitz im Ordenshaus am Marktplatz.
- Auf dem Platz selbst befindet sich der Marktbrunnen
- Kurpfälzische Vizedomei
- zahlreiche denkmalgeschützte Wohn- und Geschäftshäuser